# Musicae Sacrae

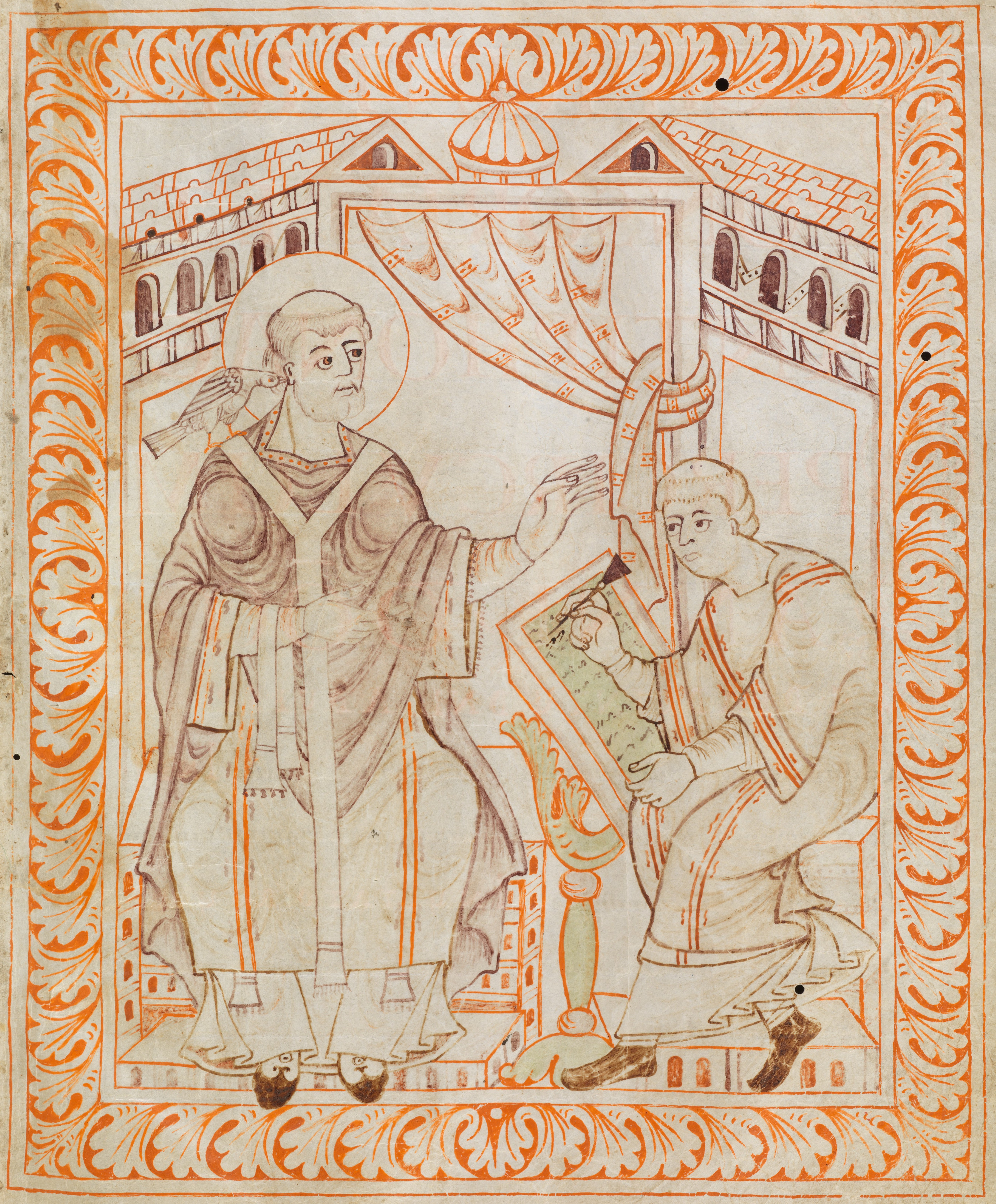
Gregorius de grote dicteert gregoriaanse muziek, ms. Sankt Gallen

Musicae Sacrae (Latijn voor Over Gewijde Muziek) is een encycliek die paus Pius XII uitvaardigde op 25 december 1955 met betrekking tot de kerkmuziek. De paus greep met dit rondschrijven terug op de bij motu proprio uitgegeven brief Tra le sollecitudini van zijn voorganger, paus Pius X, waarmee deze het primaat van het gregoriaans wilde herstellen.
De encycliek begint met een uitvoerig overzicht van de traditie van de gewijde muziek. Muziek was al een onderdeel van de pagane godsdiensten, en ook ten tijde van koning David was muziek sterk verbonden met de eredienst. De muziek die vandaag de dag de belangrijkste plaats inneemt in de liturgie is de muziek die zorgvuldig werd verzameld door Gregorius de Grote. In de loop van de middeleeuwen werd daar de polyfone kerkmuziek aan toegevoegd. De paus noemt het geen toevalligheid dat verschillende van zijn voorgangers, en vooral Pius X, zich zo hebben ingelaten met de kerkelijke muziek. Het gaat hier - aldus de paus – niet om een soort esthetische wetgeving, maar uitsluitend om het beschermen van de gewijde muziek tegen moderne invloeden die de waardigheid ervan zouden kunnen aantasten. De paus ziet dat er – met name in de meest recente geschiedenis – muziek in de kerken gebracht is, die een belediging is voor de christelijke vroomheid. De componisten die deze muziek maakten, beriepen zich op hun artistieke vrijheid. Die vrijheid doet evenwel geen opgeld, aldus de paus, als er heilige wetten in het geding zijn. Omdat muziek, meer dan welke andere kunstvorm ook, zo sterk verbonden is met de liturgie, is het noodzakelijk dat de Kerk ervoor waakt dat er geen zaken worden ingebracht die het gewijde karakter van de liturgie ontsieren.
De paus maakt overigens een onderscheid tussen gewijde muziek, die een onderdeel is van de liturgie en religieuze muziek, die daarvan geen onderdeel is, maar die wel een eigen waarde heeft, met name in de catechisatie. Veel religieuze muziek wordt op scholen aan kinderen geleerd en draagt zodoende bij aan hun religieuze besef. Deze muziek vertegenwoordigt dus een belangrijke waarde, hoewel zij geen onderdeel van de liturgie is, of kan zijn.
De paus herbevestigt het primaat van het gregoriaans. Hij schrijft voor dat de meeste gregoriaanse melodieën al op school aan kinderen worden geleerd. Het zingen van liederen in de volkstaal wordt expliciet verboden. De paus geeft verder aan te hopen dat de muziek van de oosterse kerken, die ook al heel oud is, een bijdrage kan leveren aan de ritus van de Kerk in het westen. De paus waarschuwt tegen modernere muziek, die vanwege zijn zware en bombastische stijl het gewijde karakter van de liturgie aantast. Het orgel is het instrument van de gewijde muziek, bij uitstek. Andere instrumenten kunnen tijdens de liturgie worden toegelaten, wanneer deze niet afleiden van het doel van de liturgie. De paus denkt hier in het bijzonder aan de viool.
De encycliek eindigt met een aantal aanbevelingen. Zo moet aan iedere kathedraal een Schola Cantorum worden verbonden, of  – indien er niet genoeg koorknapen gevonden kunnen worden – in plaats daarvan een gemengd koor, zolang de jongens en meisjes tijdens het zingen maar strikt fysiek gescheiden van elkaar blijven. Op seminaries moet volop aandacht worden geschonken aan de gewijde muziek en bisschoppen worden geacht om seminaristen die een bijzonder talent lijken te hebben voor de kerkmuziek, te zenden naar het Pauselijk Instituut voor Gewijde Muziek in Rome.